# نویندورف (زاکسونی)-آنهالت
نویندورف (زاکسونی)-آنهالت (به آلمانی: Neuendorf) یک منطقهٔ مسکونی در آلمان است که در کلوتزه واقع شده‌است.
 نویندورف  ۶۰۹ نفر جمعیت دارد.